# Андреас Вашбургер
Андреас Вашбургер (нім. Andreas Waschburger, 6 січня 1987) — німецький плавець.
Учасник Олімпійських Ігор 2012 року.